# Obtenga el SI
Obtenga el SI: negociar un acuerdo sin ceder es un libro de no ficción más vendido de 1981 escrito por Roger Fisher y William Ury. Las ediciones posteriores de 1991 y 2011 agregaron a Bruce Patton como coautor. Todos los autores eran miembros del Proyecto de Negociación de Harvard.
El libro sugiere un método de negociación basado en principios que consiste en "separar a la gente del problema"; "centrarse en los intereses, no en las posiciones"; "inventar opciones para beneficio mutuo"; e "insistir en utilizar criterios objetivos". Aunque influyente en el campo de la negociación, el libro ha recibido críticas.

## Antecedentes
Fisher y Ury se centraron en la psicología de la negociación en su método, la "negociación basada en principios", que intenta encontrar soluciones aceptables determinando qué necesidades son fijas y cuáles son flexibles para los negociadores. La primera edición del libro se publicó en 1981. En 1987, el libro había sido adoptado en varios distritos escolares de EE. UU. para ayudar a los estudiantes a comprender la "negociación no conflictiva".
En 1991, el libro se publicó en una segunda edición con Bruce Patton, editor de la primera edición, como coautor. La principal diferencia entre la segunda y la primera edición fue la adición de un capítulo después del texto principal titulado "Diez preguntas que la gente hace para llegar al Sí".: ix–x, 149–187 
El libro se convirtió en un eterno éxito de ventas. En julio de 1998, llevaba más de tres años apareciendo en la lista de libros "más vendidos" de BusinessWeek. En diciembre de 2007, todavía aparecía en la lista como uno de los "más vendidos de mayor duración" en libros de negocios de bolsillo.
La tercera edición se publicó en 2011. Entre otros cambios a la segunda edición, la tercera edición agregó nuevos ejemplos de negociaciones, como un conflicto en Irak después de que Sadam Huseín cayera del poder;: xiv, 5–6 párrafos sobre "preocupaciones fundamentales" y "el papel de la identidad";: 32–33 una sección "¿Cómo debemos comunicarnos?";: xv, 171–173 y una sección "Hay poder en la comunicación efectiva".: xiv, 185–188 Hasta 2022, Ury afirmó en su sitio web que se habían vendido 15 millones de copias del libro y que había sido traducido a más de 35 idiomas.

## Método de negociación basada en principios.
El libro comienza con un capítulo "No negociar posiciones" que explica las características indeseables de la negociación posicional, en la que las partes negociadoras discuten sobre una secuencia de posiciones. Semejante argumento "produce resultados imprudentes", "es ineficiente" y "pone en peligro una relación en curso".: 4–7 
Los siguientes cuatro capítulos describen el método de negociación basado en principios que fue desarrollado en el Proyecto de Negociación de Harvard (parte del consorcio del Programa de Negociación) por Fisher, Ury y Patton. El propósito de la negociación basada en principios es "decidir las cuestiones según sus méritos y no mediante un proceso de regateo".: xxviii El método se basa en cuatro principios:

### "Separar a la gente del problema"
El primer principio de Llegar al Sí (“Separar a la gente del problema”) se aplica a la interacción entre las dos partes de una negociación.: 19–41 Los autores señalan que los negociadores son ante todo personas: personas que tienen diferentes valores, antecedentes culturales y emociones.: 20–21 La relación entre las partes tiende a enredarse con el problema que las partes están discutiendo; por lo tanto, durante una negociación es necesario abordar cuestiones de percepción, emoción y comunicación.: 23–39 
En cuanto a la percepción, los autores señalan que es importante que un negociador comprenda cómo ve la otra parte un tema. Las formas de lograrlo incluyen "Ponte en su lugar", "Discute las percepciones de los demás" y "Salva las apariencias: haz que tus propuestas sean consistentes con sus valores".: 24–31 
En cuanto a las emociones, los autores alientan a los negociadores a explorar las causas de sus propias emociones y de las de la otra parte. : 31–32 Es posible que se necesiten técnicas para calmar la ira, como permitir que la otra parte exprese sus quejas y ofrezca una disculpa como gesto simbólico. : 33–35 
En cuanto a la comunicación, los autores señalan tres problemas comunes y dan sugerencias para prevenirlos o solucionarlos:: 35–39 
1. No hablar con la otra parte de manera directa y clara;
2. No escuchar activamente a la otra parte, sino solo escuchar para refutar las declaraciones de la otra parte; y
3. Entender mal o malinterpretar lo que la otra parte ha dicho.

### "Centrarnos en intereses, no en posiciones"
El segundo principio, "Centrarse en los intereses, no en las posiciones", distingue las posiciones que mantienen los partidos de los intereses que los llevaron a esas posiciones.: 42–57 Por ejemplo, en 1978 Israel y Egipto mantuvieron posiciones sobre la ocupación de la península del Sinaí, pero las razones de esas posiciones eran diferentes: Israel estaba interesado en la seguridad y Egipto estaba interesado en la soberanía.: 44 Abordar los intereses subyacentes de las dos naciones condujo al tratado de paz egipcio-israelí de 1979.: 44 Los autores recomiendan que los negociadores identifiquen intereses, como las "necesidades humanas básicas" de "bienestar económico" y "control sobre la propia vida", detrás de las posiciones de las partes.: 45–51 Luego, ambas partes deben discutir sus intereses y mantener la mente abierta al otro lado del argumento, para llegar a opciones que satisfagan sus respectivos intereses.: 52–57 

### "Inventar opciones para beneficio mutuo"
El tercer principio, "Inventar opciones para beneficio mutuo", busca beneficiar a ambas partes que están negociando.: 58–81 Para generar opciones, los autores sugieren que las partes realicen una lluvia de ideas por separado y posiblemente juntas.: 62–72 El libro describe técnicas específicas para promover una lluvia de ideas eficaz; por ejemplo, un "gráfico circular" diagrama los pasos repetidos del problema, análisis, enfoques e ideas de acción que deberían ocurrir.: 68–70 Las opciones pueden satisfacer intereses compartidos o satisfacer intereses diferentes que sean complementarios (como en la canción infantil "Jack Sprat").: 72–77 Una vez desarrollada una opción adecuada, una de las partes puede redactar un acuerdo escrito para facilitar la decisión a la otra parte.: 78–81 

### "Insistir en utilizar criterios objetivos"
El cuarto principio, "Insistir en utilizar criterios objetivos", alienta a las partes a "negociar sobre alguna base independiente de la voluntad de cualquiera de las partes".: 82–95 Este enfoque puede ayudar a producir "acuerdos inteligentes, amigables y eficientes", como en el caso de las negociaciones sobre el Derecho del mar.: 84–85 Los criterios objetivos pueden basarse en factores como el valor de mercado y los precedentes.: 86–87 Los tres pasos para utilizar criterios objetivos en las negociaciones son buscarlos conjuntamente, mantener una mente abierta sobre qué criterios se deben elegir para aplicar y nunca ceder a presiones o amenazas.: 88–89 El capítulo sobre este principio concluye con un ejemplo de criterios objetivos que se utilizan con éxito en una negociación entre una persona cuyo automóvil es un siniestro total y un liquidador de reclamaciones de seguros.: 93–95 

## Respuestas a preguntas
Las tres ediciones del libro brindan respuestas a tres preguntas sobre el método de negociación basada en principios. La segunda y tercera ediciones responden a otras diez preguntas sobre la negociación.

### "¿Y si fueran más poderosos?"
Si la otra parte "tiene una posición negociadora más fuerte", los autores recomiendan "Desarrolle su BATNA: la mejor alternativa a un tratado negociado".: 99–108 La BATNA son "los resultados que puedes obtener sin negociar".: 102 Los autores dan tres sugerencias para desarrollar una BATNA que proteja al negociador de aceptar un acuerdo que debería ser rechazado y mejore cualquier acuerdo que se acepte:: 105 
1. Crear una lista de acciones que se podrían tomar si no se llega a un acuerdo
2. Transformar algunas de las ideas más prometedoras en opciones
3. Seleccionar la opción que mejor le parezca

### "¿Qué pasa si no juegan?"
Si la otra parte exige utilizar la negociación posicional, un negociador puede intentar un "jujitsu de negociación". : 109–130 Un método es pedirle a un tercero que medie. En este "procedimiento de un solo texto", el tercero explora los intereses de las partes y desarrolla iterativamente una solución con ellas. El autor cita las negociaciones que condujeron a los Acuerdos de Camp David de 1978 como ejemplo del procedimiento de texto único, en el que Estados Unidos redactaba acuerdos entre Egipto e Israel.: 118 

### "¿Y si usan trucos sucios?"
Los autores señalan el resultado del Acuerdo de Múnich de 1938 como ejemplo de la incapacidad de un negociador de abordar los "trucos sucios", en aquel caso las tácticas de negociación de Adolf Hitler con Neville Chamberlain.: 131 En cambio, las partes deberían negociar sobre las reglas de negociación utilizando los cuatro principios establecidos anteriormente en este libro.: 132–134 Esto puede superar tácticas como la tergiversación y la presión psicológica.: 134–145 

### Otras diez preguntas
La segunda y tercera ediciones contienen un capítulo después del texto principal titulado "Diez preguntas que la gente hace para llegar al Sí ".: 149–187 : 151–194 Las preguntas y respuestas se refieren a "la equidad y la negociación 'basada en principios'", "el trato con la gente", las "tácticas" y el "poder".

## Recepción
El libro ha sido llamado "posiblemente uno de los trabajos sobre el tema de la negociación, si no el más famoso", así como una "fuente de investigación académica de vanguardia". Los principios del libro se han aplicado a numerosas negociaciones. Sin embargo, ha recibido críticas.

### Aplicaciones de la negociación basada en principios
Los negociadores organizacionales e individuales han aplicado los principios de Llegar al Sí. En 2001, la compañía de seguros médicos Blue Cross and Blue Shield of Florida (más tarde Azul florida) formó un departamento para implementar la negociación basada en principios. El propósito era abordar los problemas de la creciente competencia, el aumento de los precios de la atención médica y las mayores expectativas de los clientes.: 109 Por ejemplo, la empresa utilizó una negociación basada en principios para formar una empresa conjunta con su competidor Humana Inc.: 110–112 La aplicación de técnicas de negociación basadas en principios se produjo de forma más natural en el nivel ejecutivo que en los niveles inferiores de gestión.: 112 
En trabajo social, la negociación de principios se puede utilizar para defender los intereses de un cliente. Por ejemplo, es posible que un trabajador social deba negociar con una agencia gubernamental de servicios sociales para obtener servicios para un cliente.: 508–511 En el campo de la psicología, la negociación de principios ha formado la base para ejercicios educativos sobre el pensamiento crítico.

### Aplicaciones transculturales
Una revisión de la literatura realizada en 2008 concluyó que las ideas del libro podrían aplicarse a las negociaciones interculturales "si los intereses se definen para incluir los intereses culturales". Por ejemplo, al negociar con gente en China, un negociador debe ser consciente de las treinta y seis estratagemas que pueden emplearse.: 436–444 
Una revisión de la literatura de 2020 encontró diferencias significativas en los estilos de negociación en varias culturas, lo que sugiere que los negociadores deben adaptar sus estrategias en función de los contextos culturales. Además, una revisión de la literatura realizada en 2022 encontró que la aplicación exitosa de la mayoría de las técnicas de negociación basadas en principios a menudo se ve obstaculizada por la perspectiva predominantemente occidental a través de la cual se conceptualizaron estas técnicas.

### Crítica
Gerald M. Steinberg, en una reseña de 1982, criticó a Fisher y Ury por "describir el mundo como debería ser y no como es". Por ejemplo, en la práctica puede resultar difícil encontrar criterios objetivos mutuamente aceptables en una negociación. Además, Fisher y Ury suponen que las partes negociadoras son "actores unitarios", pero las negociaciones a menudo involucran "entidades colectivas complejas, como los estados".
James J. White, profesor de derecho en la Universidad de Míchigan, sugirió en 1984 que Llegar al Sí no es académico ni analítico y se basa en evidencia anecdótica, y que "los autores parecen negar la existencia de una parte significativa de la negociación". proceso y simplificar demasiado o explicar muchos de los problemas más problemáticos inherentes al arte y la práctica de la negociación".: 115 En particular, el libro no analiza con suficiente detalle la negociación distributiva, en la que una ganancia para una parte es una pérdida para la otra.: 119 Fisher respondió que el libro pretende dar consejos y que los "problemas de distribución" pueden reconceptualizarse como "problemas compartidos".: 121 Sin embargo, Fisher informó que cuando impartía un curso de negociación rompió una copia del libro por la mitad para enfatizar que era imperfecto.: 120 
Carrie Menkel-Meadow señaló en 1984 que los negociadores legales podrían adoptar algunas de las ideas de Fisher y Ury utilizando un enfoque de resolución de problemas en lugar de un enfoque contradictorio. Sin embargo, consideró que ideas como "separar a la gente del problema" no serían válidas.: 837, 841 En 2006, Menkel-Meadow elogió Getting To Yes por inspirar una "rica agenda de investigación y enseñanza", pero también afirmó que los factores que conducen a negociaciones exitosas o fallidas aún no están claros.: 500 
En un artículo de 1985, William McCarthy describió ocho áreas en las que estaba de acuerdo con el libro, pero también enumeró reservas y desacuerdos. Las reservas incluyeron el énfasis de los autores en las relaciones a largo plazo (cuando a veces se requieren acciones inmediatas); el supuesto de que la confianza es innecesaria en la negociación; y la sugerencia de "evitar partir de los extremos".: 61–63 El principal desacuerdo fue que el libro no consideraba la necesidad de que un negociador prevaleciera cuando una negociación implica una lucha de poder.: 63–65 Fisher respondió que estaba de acuerdo con algunas de las críticas de McCarthy, por ejemplo, que " llegar al SÍ probablemente exagera los argumentos en contra de la negociación posicional".
Un artículo de 1996 argumentó que la distinción que hacía el libro entre "intereses" y "posiciones" era un problema. Puede haber una diferencia entre intereses objetivos (que ayudan a un individuo) e intereses subjetivos (que el individuo percibe como útiles, pero que pueden no serlo).: 307 La posición pública de una parte negociadora puede ser diferente del curso de acción que la parte realmente seguirá.: 308–309 Si el interés de un partido es mantener la unidad interna, puede adoptar una posición que preserve esa unidad, provocando así una superposición entre posición e interés.: 313–314 
Un análisis feminista de 1997 de las recomendaciones del libro apareció en Otago Law Review. Sostuvo que el libro está escrito desde una perspectiva masculina y que algunos de sus consejos pueden no ser apropiados para negociadoras.: 141–143 
El autor de un examen de 2003 sobre la historia de los mecanismos alternativos de solución de conflictos consideró que Getting to Yes es un "texto clásico".: 693 Sin embargo, el libro no logró explicar de manera realista la competencia entre las partes negociadoras y no consideró las complejas dinámicas personales durante las negociaciones.: 694, 772 Un artículo de Forbes de 2013 afirmó que las técnicas del libro no funcionan por tres razones: las personas no confían en otras, no son racionales y no les gusta negociar.
Un comentario de 2012 señaló que las directrices de práctica australianas para abogados apoyaban la negociación basada en intereses del tipo descrito en Getting to Yes, pero que ese estilo de negociación no siempre es más ético que la negociación posicional. Es posible que ambos tipos de negociación no sean éticos.: 145 En cambio, es ético que un abogado pueda ajustar las estrategias de negociación para brindar una defensa eficaz a un cliente.: 154–155 La necesidad de flexibilidad en los estilos de negociación se hizo eco en un documento de 2015 que calificaba las negociaciones basadas en principios como una "falsa promesa".
Chris Voss, un exagente del FBI, mencionó Getting to Yes en su libro de 2016 Never Split the Difference. Llamó al libro de Fisher y Ury "un tratado innovador" : 11 y escribió "Todavía estoy de acuerdo con muchas de las poderosas estrategias de negociación del libro".: 13 Pero criticó sus métodos por considerarlos inadecuados para negociaciones de rehenes como el asedio de Waco: "Quiero decir, ¿alguna vez han intentado idear una solución mutuamente beneficiosa y beneficiosa para todos con un tipo que se cree el mesías?": 14 Voss presentó técnicas alternativas para tales situaciones, incluida "la otra cara de llegar al Sí ": llegar al "no".: 20 

## Libros relacionados de Fisher y Ury
Fisher y Ury escribieron libros relacionados cuyos títulos coincidían con el título Getting to Yes. Fisher y Scott Brown escribieron Reunirse: construir una relación que llegue al sí (1988). Fisher y Danny Ertel escribieron Preparándose para negociar: el libro de trabajo Cómo llegar al sí (1995). Ury escribió Superar el No: Negociar con personas difíciles (1991, revisado en 1993 como Superar el No: Negociar su camino desde la confrontación a la cooperación o Superar el No: Negociar en situaciones difíciles); Llegar a la paz: transformar los conflictos en el hogar, en el trabajo y en el mundo (1999, publicado posteriormente como El tercer lado: por qué luchamos y cómo podemos detenernos); El poder de un no positivo: cómo decir no y aun así llegar al sí (2007); y Llegar a decir sí consigo mismo (y con otros oponentes dignos) (2015).